# Colobanthus curtisiae
Colobanthus curtisiae är en nejlikväxtart som beskrevs av J.G. West. Colobanthus curtisiae ingår i släktet Colobanthus, och familjen nejlikväxter. Inga underarter finns listade i Catalogue of Life.